# 帕伦西亚纳
帕伦西亚纳，是西班牙安达卢西亚自治区科尔多瓦省的一个市镇。总面积16平方公里，总人口1562人（2001年），人口密度98人/平方公里。